# Telésforo Santiago Enríquez
Telésforo Santiago Enríquez (México, 1972-San Agustín Loxicha, Oaxaca, 2 de mayo de 2019) fue un periodista radial mexicano, fundador de la estación de radio indígena de la comunidad ″El Cafetal″ en la región indígena del sur de México, en la ciudad de Juchitán, Estado de Oaxaca.

## Biografía
Trabajó como maestro de una escuela y sus principales intereses fueron preservar las tradiciones y el idioma indígena. Además, fundó la estación de  radio indígena de la comunidad ″El Cafetal″ en la región indígena del sur de México, en la ciudad de Juchitán, Estado de Oaxaca.

## Muerte
Días antes de que lo mataran, recibió una llamada telefónica a su programa de entrevistas en vivo mientras criticaba a los gobiernos locales por malversación de fondos. Fue asesinado a tiros por un pistolero desconocido que le disparó en la boca y el corazón en la ciudad de San Agustín Loxicha. Su cadáver fue encontrado en un vehículo el 2 de mayo de 2019, en la víspera del Día Mundial de la Libertad de Prensa. El portavoz del presidente mexicano, Jesús Ramírez Cuevas, dijo que el gobierno mexicano se comprometió a proteger el periodismo en México y hará todos los esfuerzos para encontrar a los asesinos.